# Masia Molins
La Masia Molins o Can Molins és una masia situada a l'entrada del poble de Sant Climent de Llobregat, al peu de la muntanya de Sant Ramon, que forma part de l'Inventari del Patrimoni Arquitectònic de Catalunya.

## Arquitectura
Es tracta d'una masia formada per tres cossos, amb una porta de mig punt adovellada, un pis i una galeria, coberta per un sostre de quatre vessants. Disposa de dos cossos laterals, graners, amb la coberta inclinada (una d'aquestes també amb galeria d'arcs rebaixats). A part d'aquestes dependències hi ha casa pels masovers i una capella neoclàssica dedicada a Sant Miquel.
La casa principal és la masia característica d'aquesta zona del Baix Llobregat: de planta basilical, amb pla terreny, pis i golfes. A la façana, a les dovelles de l'arc de la porta principal, la data 1709 ens indica l'època de la construcció. A ponent, i incorporada totalment a l'edifici principal, hi ha una quarta nau, de construcció probablement un xic posterior, composta a la planta baixa d'un menjador-sala d'estar, i al pis superior una galeria oberta amb una sèrie d'arcades i coberta. A les bigues hi ha dues inscripcions: 1785 i 1787, que deuen correspondre a la fi de l'edificació de tota aquesta nau o potser només al cobriment de la galeria. Per sota del nivell de l'entrada principal, però a pla terreny entrant pel camí que puja de la riera, hi ha d'altres dependències, amb algun tros d'opus spicatum.

## Història
Per les estructures conservades sembla ésser d'inicis del segle xviii. Segons la inscripció a les dovelles de l'arc de la porta principal de la façana de la masia, aquesta es va construir cap a l'any 1709 al mateix temps que la masoveria. La capella és de construcció posterior. Cap al 1849 hi ha una declaració pública de les hectàrees de terreny per part de la família Molins. Inicialment el mas pertanyia a la família Llobellus que, al 970, el va donar a Santa Maria de Castelldefels, dependent del Monestir de Sant Cugat del Vallès. Hi ha constància que el 1391 i el 1459, el Monestir va atorgar un contracte d'establiment a Pere Català i que aquest els pagava un cens.
La família Molins està documentada a Sant Climent des de l'any 1587 i se sap que l'any 1675, Pau Molins signa amb l'abat del Monestir de Sant Cugat un pacte de precari, o sia, una renovació o reconeixement del contracte d'establiment. Les edificacions existents actualment daten de l'època d'establiment dels Molins cap al 1709, però existeixen restes d'una construcció anterior que no es poden datar amb exactitud i només es poden aproximar entre el 970 i el 1291.
Queda demostrat que els Molins van passar una època llarga de prosperitat econòmica a principis del segle xviii, època en què van construir les diferents dependències del mas Can Molins però aquesta s'estroncà cap als darrers decennis del segle xviii.
Actualment, Can Molins té encara un mobiliari i una distribució interior (cuina, menjador, dormitoris…) i exterior (era, capella, edificis annexos i un forn per a fer material de la construcció). No és una casa senyorial, sinó simplement la d'una família pagesa benestant que en algun moment s'acosta al concepte de pagesos acabalats. La masia es troba en un bon estat de conservació.
El 1986 l'Ajuntament de Sant Climent de Llobregat, després de mobilitzacions ciutadanes i els informes d'historiadors locals, inicià les gestions necessàries per a declarar la Masia de Can Molins Monument Històric i Artístic.

## La Capella Miquel

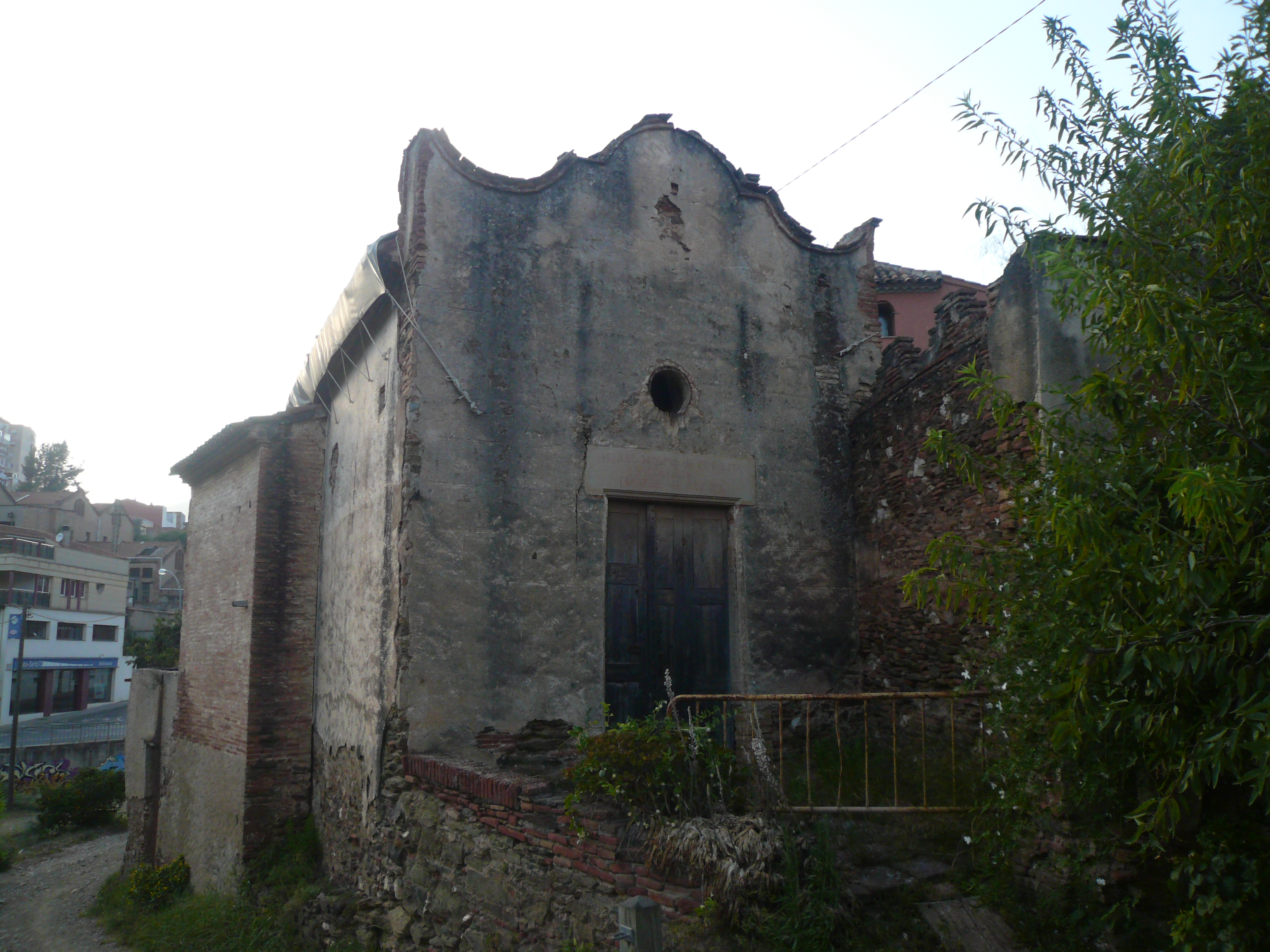
La capella de Can Molins

La Capella Miquel és la capella de la masia de Can Molins. Es tracta d'una construcció de planta rectangular amb una porta d'accés, coronada per un petit frontó, la qual devia ésser esgrafiada. La façana conserva encara una inscripció on es diu que es va fer construir per Miquel Molins l'any 1773, concretament el 13 de maig de 1773. La façana és de línies curvilínies a la part frontal superior. L'interior sembla no estar en molt bon estat, doncs, funciona com a magatzem.
Per poder edificar la capella, construïda l'any 1773, Miquel Molins, propietari de la Masia de Can Molins, va sol·licitar una autorització al Bisbat acompanyant-la d'un breu, o document signat i segellat, del Papa Climent XIV, que permetia disposar d'una capella o oratori, el 30 de juliol de 1972. El 7 de febrer de 1773 el bisbat li respon concedint-li l'autorització per poder celebrar missa, d'acord amb les condicions imposades: "sea capilla pública, que tiene puerta y camino público, sin ser vista de casas vecinas. Y está bien y decentemente construida...".
Actualment, aquesta capella està tancada i es troba desafectada al culte. En el seu interior hi havia eines de treball del camp i una menjadora i ponedora. L'altar estava presidit per la imatge de la Immaculada, de talla; la de Sant Miquel, titular de la capella i patró del propietari. A banda, també s'hi venerava la Verge del Roser, Santa Madrona i Sant Francesc d'Assís.
En el llindar del portal hi ha la següent inscripció: "Miquel Molins feu aquesta Capella. 13 de maig de 1773".